# Oberteuringen
Oberteuringen là một thị xã thuộc huyện Bodenseekreis, bang Baden-Württemberg, tây nam nước Đức.

## Địa lí
Nơi này nằm cách Bodensee (Hồ Constance) khoảng 8 km về phía bắc và cách Núi Gehrenberg 4 km về phía đông. Các thị trấn lân cận là Markdorf (6 km), Friedrichshafen (7 km), Tettnang (11 km) và Ravensburg (12 km).
Thị xã Oberteuringen bao gồm các làng Bibruck, Bitzenhofen, Hefigkofen, Neuhaus, Rammetshofen, Remette, Unterteuringen và Vittenhaag.